# Tour de Drenthe féminin 2014
La 8e édition du Tour de Drenthe féminin a eu lieu le 15 mars 2014. C'est la première épreuve de la Coupe du monde de cyclisme sur route féminine 2014. Elle est remportée par la Britannique Elizabeth Armitstead.

## Équipes
| Équipes féminines professionnelles (21)- Alé Cipollini - Astana BePink Womens - Bigla - Boels Dolmans - BTC City Ljubljana - Estado de México-Faren - Forno d’Asolo-Astute - Futurumshop.nl-Zannata - Giant-Shimano - Hitec Products - Lotto-Belisol Ladies - SC Michela Fanini Rox - Nö Radunion Vitalogic - Orica-AIS - Parkhotel Valkenburg - Rabo Liv Women - Team Rytger - Specialized-Lululemon - Tibco-To the Top - Top Girls Fassa Bortolo - Wiggle Honda Équipe nationale- États-Unis |
| |

## Récit de la course
La météo est fraîche et venteuse. Des bordures se forment. Emma Johansson est piégée et choisie de partir en poursuite seule. La sélection se fait dans le premier passage de la côte dite du VAM à quarante kilomètres de l'arrivée. À son sommet, un groupe de quinze coureuses s'extirpe. Anna van der Breggen et Iris Slappendel, toutes deux de la Rabo Liv, sortent ensuite. Ellen van Dijk maintient le groupe de poursuite à portée. Dans la deuxième ascension du VAM, Anna van der Breggen part seule. Derrière, Lizzie Armitstead attaque. Elle revient plus loin sur la Néerlandaise dans la partie plate avant de la battre facilement au sprint,,.

## Classements

### Classement final
| \| Classement général \| Classement général \| Classement général \| Classement général \| Classement général \| \| Coureuse \| Coureuse \| Pays \| Équipe \| Temps \| \| ------------------ \| -------------------- \| ------------------ \| --------------------- \| ------------------ \| \| 1re \| Lizzie Armitstead \| Royaume-Uni \| Boels Dolmans \| 3 h 51 min 03 s \| \| 2e \| Anna van der Breggen \| Pays-Bas \| Rabo Liv Women \| + 2 s \| \| 3e \| Shelley Olds \| États-Unis \| Alé Cipollini \| + 29 s \| \| 4e \| Chantal Blaak \| Pays-Bas \| Specialized-Lululemon \| + 29 s \| \| 5e \| Annemiek van Vleuten \| Pays-Bas \| Rabo Liv Women \| + 29 s \| \| 6e \| Kirsten Wild \| Pays-Bas \| Giant-Shimano \| + 29 s \| \| 7e \| Ellen van Dijk \| Pays-Bas \| Boels Dolmans \| + 31 s \| \| 8e \| Emma Johansson \| Suède \| Orica-AIS \| + 31 s \| \| 9e \| Amy Pieters \| Pays-Bas \| Giant-Shimano \| + 33 s \| \| 10e \| Iris Slappendel \| Pays-Bas \| Rabo Liv Women \| + 1 min 36 s \| |                      |             |                       |                 |
| |                      |             |                       |                 |
| Source : Cycling Quotient |                      |             |                       |                 |
| Classement général |                      |             |                       |                 |
| Coureuse | Coureuse             | Pays        | Équipe                | Temps           |
| 1re | Lizzie Armitstead    | Royaume-Uni | Boels Dolmans         | 3 h 51 min 03 s |
| 2e | Anna van der Breggen | Pays-Bas    | Rabo Liv Women        | + 2 s           |
| 3e | Shelley Olds         | États-Unis  | Alé Cipollini         | + 29 s          |
| 4e | Chantal Blaak        | Pays-Bas    | Specialized-Lululemon | + 29 s          |
| 5e | Annemiek van Vleuten | Pays-Bas    | Rabo Liv Women        | + 29 s          |
| 6e | Kirsten Wild         | Pays-Bas    | Giant-Shimano         | + 29 s          |
| 7e | Ellen van Dijk       | Pays-Bas    | Boels Dolmans         | + 31 s          |
| 8e | Emma Johansson       | Suède       | Orica-AIS             | + 31 s          |
| 9e | Amy Pieters          | Pays-Bas    | Giant-Shimano         | + 33 s          |
| 10e | Iris Slappendel      | Pays-Bas    | Rabo Liv Women        | + 1 min 36 s    |

## Liste des participantes
| Légende | Légende                                                                    | Légende | Légende                                                    |
| ------- | -------------------------------------------------------------------------- | ------- | ---------------------------------------------------------- |
| Num     | Dossard de départ porté par le coureur sur ce Tour de Drenthe féminin      | Pos     | Position à l'arrivée de la course                          |
|         | Indique un maillot de champion national ou mondial, suivi de sa spécialité | NP      | Indique un coureur qui n'a pas pris le départ de la course |
| AB      | Indique un coureur qui n'a pas terminé la course                           | HD      | Indique un coureur qui a terminé la course hors des délais |

| Rabo Liv Women RBW | Rabo Liv Women RBW          | Rabo Liv Women RBW |
| ------------------ | --------------------------- | ------------------ |
| Num                | Coureuse                    | Pos                |
| 1                  | Anna van der Breggen (NED)  | 2e                 |
| 2                  | Annemiek van Vleuten (NED)  | 5e                 |
| 3                  | Lucinda Brand (NED) (route) | AB                 |
| 4                  | Roxane Knetemann (NED)      | 18e                |
| 5                  | Iris Slappendel (NED)       | 10e                |
| 6                  | Thalita de Jong (NED)       | 17e                |

| Orica-AIS GEW | Orica-AIS GEW              | Orica-AIS GEW |
| ------------- | -------------------------- | ------------- |
| Num           | Coureuse                   | Pos           |
| 11            | Amanda Spratt (AUS)        | 49e           |
| 12            | Emma Johansson (SWE)       | 8e            |
| 13            | Loes Gunnewijk (NED)       | 50e           |
| 14            | Gracie Elvin (AUS) (route) | AB            |
| 15            | Jessie MacLean (AUS)       | AB            |
| 16            | Valentina Scandolara (ITA) | AB            |

| Boels Dolmans DLT | Boels Dolmans DLT               | Boels Dolmans DLT |
| ----------------- | ------------------------------- | ----------------- |
| Num               | Coureuse                        | Pos               |
| 21                | Ellen van Dijk (NED)            | 7e                |
| 22                | Lizzie Armitstead (GBR) (route) | 1re               |
| 23                | Romy Kasper (GER)               | 23e               |
| 24                | Megan Guarnier (USA)            | 43e               |
| 25                | Katarzyna Pawłowska (POL)       | 47e               |
| 26                | Jessie Daams (BEL)              | 69e               |

| Specialized-Lululemon SLU | Specialized-Lululemon SLU    | Specialized-Lululemon SLU |
| ------------------------- | ---------------------------- | ------------------------- |
| Num                       | Coureuse                     | Pos                       |
| 31                        | Tiffany Cromwell (AUS)       | 12e                       |
| 32                        | Chantal Blaak (NED)          | 4e                        |
| 33                        | Trixi Worrack (GER) (route)  | 11e                       |
| 34                        | Lisa Brennauer (GER)         | 24e                       |
| 35                        | Carmen Small (USA)           | 29e                       |
| 36                        | Élise Delzenne (FRA) (route) | 33e                       |

| Hitec Products HPU | Hitec Products HPU         | Hitec Products HPU |
| ------------------ | -------------------------- | ------------------ |
| Num                | Coureuse                   | Pos                |
| 41                 | Elisa Longo Borghini (ITA) | 16e                |
| 42                 | Chloe Hosking (AUS)        | 20e                |
| 43                 | Audrey Cordon (FRA)        | 21e                |
| 44                 | Lauren Kitchen (AUS)       | 41e                |
| 45                 | Ashleigh Moolman (RSA)     | 59e                |
| 46                 | Thea Thorsen (NOR)         | AB                 |

| Wiggle Honda WHT | Wiggle Honda WHT               | Wiggle Honda WHT |
| ---------------- | ------------------------------ | ---------------- |
| Num              | Coureuse                       | Pos              |
| 51               | Emilia Fahlin (SWE) (route)    | 36e              |
| 52               | Giorgia Bronzini (ITA)         | 19e              |
| 53               | Emily Collins (NZL)            | 35e              |
| 54               | Charlotte Becker (GER)         | 48e              |
| 55               | Anna-Bianca Schnitzmeier (GER) | 67e              |
| 56               | Peta Mullens (AUS)             | 68e              |

| Giant-Shimano GIW | Giant-Shimano GIW     | Giant-Shimano GIW |
| ----------------- | --------------------- | ----------------- |
| Num               | Coureuse              | Pos               |
| 61                | Kirsten Wild (NED)    | 6e                |
| 62                | Amy Pieters (NED)     | 9e                |
| 63                | Sara Mustonen (SWE)   | 13e               |
| 64                | Maaike Polspoel (BEL) | 14e               |
| 65                | Julia Soek (NED)      | 54e               |
| 66                | Claudia Häusler (GER) | 55e               |

| Alé Cipollini ALE | Alé Cipollini ALE         | Alé Cipollini ALE |
| ----------------- | ------------------------- | ----------------- |
| Num               | Coureuse                  | Pos               |
| 71                | Shelley Olds (USA)        | 3e                |
| 72                | Małgorzata Jasińska (POL) | 27e               |
| 73                | Valentina Carretta (ITA)  | 51e               |
| 74                | Marta Tagliaferro (ITA)   | 64e               |
| 75                | Barbara Guarischi (ITA)   | 65e               |
| 76                | Tatiana Guderzo (ITA)     | AB                |

| Astana BePink Womens BPK | Astana BePink Womens BPK  | Astana BePink Womens BPK |
| ------------------------ | ------------------------- | ------------------------ |
| Num                      | Coureuse                  | Pos                      |
| 81                       | Alice Maria Arzuffi (ITA) | 37e                      |
| 82                       | Simona Frapporti (ITA)    | AB                       |
| 83                       | Alice Algisi (ITA)        | AB                       |
| 84                       | Michela Maltese (ITA)     | AB                       |
| 85                       | Ana Maria Covrig (ITA)    | AB                       |
| 86                       | Kseniya Dobrynina (RUS)   | AB                       |

| Estado de México-Faren EMF | Estado de México-Faren EMF      | Estado de México-Faren EMF |
| -------------------------- | ------------------------------- | -------------------------- |
| Num                        | Coureuse                        | Pos                        |
| 91                         | Elena Cecchini (ITA)            | 30e                        |
| 92                         | Maria Giulia Confalonieri (ITA) | 62e                        |
| 93                         | Erika Yépez (MEX)               | AB                         |
| 94                         | Ruth Alfie Moctezuma (MEX)      | AB                         |
| 95                         | Lucy Martin (GBR)               | AB                         |
| 96                         | Dulce Pliego (MEX)              | AB                         |

| Lotto Belisol Ladies LBL | Lotto Belisol Ladies LBL       | Lotto Belisol Ladies LBL |
| ------------------------ | ------------------------------ | ------------------------ |
| Num                      | Coureuse                       | Pos                      |
| 101                      | Liesbet De Vocht (BEL) (route) | 15e                      |
| 102                      | Céline Van Severen (BEL)       | 34e                      |
| 103                      | Jolien D'Hoore (BEL)           | 52e                      |
| 104                      | Chantal Hoffmann (LUX)         | AB                       |
| 105                      | Sarah Rijkes (AUT)             | AB                       |
| 106                      | Lieselot Decroix (BEL)         | AB                       |

| Forno d’Asolo-Astute FDA | Forno d’Asolo-Astute FDA    | Forno d’Asolo-Astute FDA |
| ------------------------ | --------------------------- | ------------------------ |
| Num                      | Coureuse                    | Pos                      |
| 111                      | Daiva Tušlaitė (LTU)        | 42e                      |
| 112                      | Edita Janeliūnaitė (LTU)    | AB                       |
| 113                      | Silvija Latožaitė (LTU)     | AB                       |
| 114                      | Valeria Romina Pintos (ARG) | AB                       |
| 115                      | Alena Sitsko (BLR)          | AB                       |

| Bigla BCT | Bigla BCT                   | Bigla BCT |
| --------- | --------------------------- | --------- |
| Num       | Coureuse                    | Pos       |
| 121       | Vera Koedooder (NED)        | 25e       |
| 122       | Martina Zwick (GER)         | 61e       |
| 123       | Taryn Heather (AUS)         | AB        |
| 124       | Elke Gebhardt (GER)         | AB        |
| 125       | Joanne Hogan (AUS)          | AB        |
| 126       | Lotta Lepistö (FIN) (route) | AB        |

| Top Girls Fassa Bortolo TOG | Top Girls Fassa Bortolo TOG | Top Girls Fassa Bortolo TOG |
| --------------------------- | --------------------------- | --------------------------- |
| Num                         | Coureuse                    | Pos                         |
| 131                         | Irene Bitto (ITA)           | AB                          |
| 132                         | Francesca Cauz (ITA)        | AB                          |
| 133                         | Soraya Paladin (ITA)        | AB                          |
| 134                         | Chiara Pierobon (ITA)       | AB                          |
| 135                         | Sara Grifi (ITA)            | AB                          |
| 136                         | Asja Paladin (ITA)          | AB                          |

| SC Michela Fanini Rox MIC | SC Michela Fanini Rox MIC   | SC Michela Fanini Rox MIC |
| ------------------------- | --------------------------- | ------------------------- |
| Num                       | Coureuse                    | Pos                       |
| 141                       | Liisi Rist (EST)            | 56e                       |
| 142                       | Simona Crotti (ITA)         | AB                        |
| 143                       | Lara Vieceli (ITA)          | AB                        |
| 144                       | Valentina Bastianelli (ITA) | AB                        |
| 145                       | Vittoria Bussi (ITA)        | AB                        |
| 146                       | Yevheniya Vysotska (UKR)    | AB                        |

| BTC City Ljubljana BTC | BTC City Ljubljana BTC        | BTC City Ljubljana BTC |
| ---------------------- | ----------------------------- | ---------------------- |
| Num                    | Coureuse                      | Pos                    |
| 151                    | Eugenia Bujak (POL) (route)   | AB                     |
| 152                    | Urša Pintar (SLO)             | AB                     |
| 153                    | Polona Batagelj (SLO) (route) | 60e                    |
| 154                    | Anja Rugelj (SLO)             | AB                     |
| 155                    | Mia Radotić (CRO)             | AB                     |
| 156                    | Martina Ritter (AUT)          | 58e                    |

| Futurumshop.nl-Zannata FTZ | Futurumshop.nl-Zannata FTZ | Futurumshop.nl-Zannata FTZ |
| -------------------------- | -------------------------- | -------------------------- |
| Num                        | Coureuse                   | Pos                        |
| 201                        | Mascha Pijnenborg (NED)    | 26e                        |
| 202                        | Anouska Koster (NED)       | 28e                        |
| 203                        | Evy Kuijpers (NED)         | 38e                        |
| 203                        | Annelies Dom (BEL)         | 32e                        |
| 204                        | Sofie De Vuyst (BEL)       | 46e                        |
| 205                        | Latoya Brulee (BEL)        | AB                         |

| Parkhotel Valkenburg Continental PHV | Parkhotel Valkenburg Continental PHV | Parkhotel Valkenburg Continental PHV |
| ------------------------------------ | ------------------------------------ | ------------------------------------ |
| Num                                  | Coureuse                             | Pos                                  |
| 211                                  | Monique van de Ree (NED)             | 70e                                  |
| 212                                  | Natalie van Gogh (NED)               | 31e                                  |
| 213                                  | Kim de Baat (NED)                    | 39e                                  |
| 214                                  | Bianca van den Hoek (NED)            | 44e                                  |
| 215                                  | Esra Tromp (NED)                     | 53e                                  |
| 216                                  | Jermaine Post (NED)                  | AB                                   |

| Tibco-To the Top TIB | Tibco-To the Top TIB     | Tibco-To the Top TIB |
| -------------------- | ------------------------ | -------------------- |
| Num                  | Coureuse                 | Pos                  |
| 221                  | Joanne Kiesanowski (NZL) | 22e                  |
| 222                  | Lauren Stephens (USA)    | 45e                  |
| 223                  | Amanda Miller (USA)      | AB                   |
| 224                  | Samantha Schneider (USA) | AB                   |
| 225                  | Emma Grant (GBR)         | AB                   |
| 226                  | Anika Todd (CAN)         | AB                   |

| Team Rytger TRY | Team Rytger TRY               | Team Rytger TRY |
| --------------- | ----------------------------- | --------------- |
| Num             | Coureuse                      | Pos             |
| 231             | Cecilie Uttrup Ludwig (DEN)   | 57e             |
| 232             | Kelly Markus (NED)            | AB              |
| 233             | Kamilla Sofie Vallin          | AB              |
| 234             | Julie Valgren Andersen        | AB              |
| 235             | Hanna Helamb (SWE)            | AB              |
| 236             | Malin Kristina Nystrand (SWE) | AB              |

| Nö Radunion Vitalogic NOE | Nö Radunion Vitalogic NOE | Nö Radunion Vitalogic NOE |
| ------------------------- | ------------------------- | ------------------------- |
| Num                       | Coureuse                  | Pos                       |
| 241                       | Astrid Gassner (AUT)      | AB                        |
| 242                       | Brigitte Stocker (AUT)    | AB                        |
| 243                       | Stephanie Strobl (AUT)    | AB                        |
| 244                       | Alisa Van Oijen (AUT)     | AB                        |
| 245                       | Eva Wutti (AUT)           | AB                        |

| États-Unis USA | États-Unis USA  | États-Unis USA |
| -------------- | --------------- | -------------- |
| Num            | Coureuse        | Pos            |
| 261            | Maura Kinsella  | 40e            |
| 262            | Alexis Magner   | 63e            |
| 263            | Lauren Komanski | 66e            |
| 264            | Korina Huizar   | AB             |

| Rabo Liv Women RBW | Rabo Liv Women RBW          | Rabo Liv Women RBW |
| ------------------ | --------------------------- | ------------------ |
| Num                | Coureuse                    | Pos                |
| 1                  | Anna van der Breggen (NED)  | 2e                 |
| 2                  | Annemiek van Vleuten (NED)  | 5e                 |
| 3                  | Lucinda Brand (NED) (route) | AB                 |
| 4                  | Roxane Knetemann (NED)      | 18e                |
| 5                  | Iris Slappendel (NED)       | 10e                |
| 6                  | Thalita de Jong (NED)       | 17e                |

| Orica-AIS GEW | Orica-AIS GEW              | Orica-AIS GEW |
| ------------- | -------------------------- | ------------- |
| Num           | Coureuse                   | Pos           |
| 11            | Amanda Spratt (AUS)        | 49e           |
| 12            | Emma Johansson (SWE)       | 8e            |
| 13            | Loes Gunnewijk (NED)       | 50e           |
| 14            | Gracie Elvin (AUS) (route) | AB            |
| 15            | Jessie MacLean (AUS)       | AB            |
| 16            | Valentina Scandolara (ITA) | AB            |

| Boels Dolmans DLT | Boels Dolmans DLT               | Boels Dolmans DLT |
| ----------------- | ------------------------------- | ----------------- |
| Num               | Coureuse                        | Pos               |
| 21                | Ellen van Dijk (NED)            | 7e                |
| 22                | Lizzie Armitstead (GBR) (route) | 1re               |
| 23                | Romy Kasper (GER)               | 23e               |
| 24                | Megan Guarnier (USA)            | 43e               |
| 25                | Katarzyna Pawłowska (POL)       | 47e               |
| 26                | Jessie Daams (BEL)              | 69e               |

| Specialized-Lululemon SLU | Specialized-Lululemon SLU    | Specialized-Lululemon SLU |
| ------------------------- | ---------------------------- | ------------------------- |
| Num                       | Coureuse                     | Pos                       |
| 31                        | Tiffany Cromwell (AUS)       | 12e                       |
| 32                        | Chantal Blaak (NED)          | 4e                        |
| 33                        | Trixi Worrack (GER) (route)  | 11e                       |
| 34                        | Lisa Brennauer (GER)         | 24e                       |
| 35                        | Carmen Small (USA)           | 29e                       |
| 36                        | Élise Delzenne (FRA) (route) | 33e                       |

| Hitec Products HPU | Hitec Products HPU         | Hitec Products HPU |
| ------------------ | -------------------------- | ------------------ |
| Num                | Coureuse                   | Pos                |
| 41                 | Elisa Longo Borghini (ITA) | 16e                |
| 42                 | Chloe Hosking (AUS)        | 20e                |
| 43                 | Audrey Cordon (FRA)        | 21e                |
| 44                 | Lauren Kitchen (AUS)       | 41e                |
| 45                 | Ashleigh Moolman (RSA)     | 59e                |
| 46                 | Thea Thorsen (NOR)         | AB                 |

| Wiggle Honda WHT | Wiggle Honda WHT               | Wiggle Honda WHT |
| ---------------- | ------------------------------ | ---------------- |
| Num              | Coureuse                       | Pos              |
| 51               | Emilia Fahlin (SWE) (route)    | 36e              |
| 52               | Giorgia Bronzini (ITA)         | 19e              |
| 53               | Emily Collins (NZL)            | 35e              |
| 54               | Charlotte Becker (GER)         | 48e              |
| 55               | Anna-Bianca Schnitzmeier (GER) | 67e              |
| 56               | Peta Mullens (AUS)             | 68e              |

| Giant-Shimano GIW | Giant-Shimano GIW     | Giant-Shimano GIW |
| ----------------- | --------------------- | ----------------- |
| Num               | Coureuse              | Pos               |
| 61                | Kirsten Wild (NED)    | 6e                |
| 62                | Amy Pieters (NED)     | 9e                |
| 63                | Sara Mustonen (SWE)   | 13e               |
| 64                | Maaike Polspoel (BEL) | 14e               |
| 65                | Julia Soek (NED)      | 54e               |
| 66                | Claudia Häusler (GER) | 55e               |

| Alé Cipollini ALE | Alé Cipollini ALE         | Alé Cipollini ALE |
| ----------------- | ------------------------- | ----------------- |
| Num               | Coureuse                  | Pos               |
| 71                | Shelley Olds (USA)        | 3e                |
| 72                | Małgorzata Jasińska (POL) | 27e               |
| 73                | Valentina Carretta (ITA)  | 51e               |
| 74                | Marta Tagliaferro (ITA)   | 64e               |
| 75                | Barbara Guarischi (ITA)   | 65e               |
| 76                | Tatiana Guderzo (ITA)     | AB                |

| Astana BePink Womens BPK | Astana BePink Womens BPK  | Astana BePink Womens BPK |
| ------------------------ | ------------------------- | ------------------------ |
| Num                      | Coureuse                  | Pos                      |
| 81                       | Alice Maria Arzuffi (ITA) | 37e                      |
| 82                       | Simona Frapporti (ITA)    | AB                       |
| 83                       | Alice Algisi (ITA)        | AB                       |
| 84                       | Michela Maltese (ITA)     | AB                       |
| 85                       | Ana Maria Covrig (ITA)    | AB                       |
| 86                       | Kseniya Dobrynina (RUS)   | AB                       |

| Estado de México-Faren EMF | Estado de México-Faren EMF      | Estado de México-Faren EMF |
| -------------------------- | ------------------------------- | -------------------------- |
| Num                        | Coureuse                        | Pos                        |
| 91                         | Elena Cecchini (ITA)            | 30e                        |
| 92                         | Maria Giulia Confalonieri (ITA) | 62e                        |
| 93                         | Erika Yépez (MEX)               | AB                         |
| 94                         | Ruth Alfie Moctezuma (MEX)      | AB                         |
| 95                         | Lucy Martin (GBR)               | AB                         |
| 96                         | Dulce Pliego (MEX)              | AB                         |

| Lotto Belisol Ladies LBL | Lotto Belisol Ladies LBL       | Lotto Belisol Ladies LBL |
| ------------------------ | ------------------------------ | ------------------------ |
| Num                      | Coureuse                       | Pos                      |
| 101                      | Liesbet De Vocht (BEL) (route) | 15e                      |
| 102                      | Céline Van Severen (BEL)       | 34e                      |
| 103                      | Jolien D'Hoore (BEL)           | 52e                      |
| 104                      | Chantal Hoffmann (LUX)         | AB                       |
| 105                      | Sarah Rijkes (AUT)             | AB                       |
| 106                      | Lieselot Decroix (BEL)         | AB                       |

| Forno d’Asolo-Astute FDA | Forno d’Asolo-Astute FDA    | Forno d’Asolo-Astute FDA |
| ------------------------ | --------------------------- | ------------------------ |
| Num                      | Coureuse                    | Pos                      |
| 111                      | Daiva Tušlaitė (LTU)        | 42e                      |
| 112                      | Edita Janeliūnaitė (LTU)    | AB                       |
| 113                      | Silvija Latožaitė (LTU)     | AB                       |
| 114                      | Valeria Romina Pintos (ARG) | AB                       |
| 115                      | Alena Sitsko (BLR)          | AB                       |

| Bigla BCT | Bigla BCT                   | Bigla BCT |
| --------- | --------------------------- | --------- |
| Num       | Coureuse                    | Pos       |
| 121       | Vera Koedooder (NED)        | 25e       |
| 122       | Martina Zwick (GER)         | 61e       |
| 123       | Taryn Heather (AUS)         | AB        |
| 124       | Elke Gebhardt (GER)         | AB        |
| 125       | Joanne Hogan (AUS)          | AB        |
| 126       | Lotta Lepistö (FIN) (route) | AB        |

| Top Girls Fassa Bortolo TOG | Top Girls Fassa Bortolo TOG | Top Girls Fassa Bortolo TOG |
| --------------------------- | --------------------------- | --------------------------- |
| Num                         | Coureuse                    | Pos                         |
| 131                         | Irene Bitto (ITA)           | AB                          |
| 132                         | Francesca Cauz (ITA)        | AB                          |
| 133                         | Soraya Paladin (ITA)        | AB                          |
| 134                         | Chiara Pierobon (ITA)       | AB                          |
| 135                         | Sara Grifi (ITA)            | AB                          |
| 136                         | Asja Paladin (ITA)          | AB                          |

| SC Michela Fanini Rox MIC | SC Michela Fanini Rox MIC   | SC Michela Fanini Rox MIC |
| ------------------------- | --------------------------- | ------------------------- |
| Num                       | Coureuse                    | Pos                       |
| 141                       | Liisi Rist (EST)            | 56e                       |
| 142                       | Simona Crotti (ITA)         | AB                        |
| 143                       | Lara Vieceli (ITA)          | AB                        |
| 144                       | Valentina Bastianelli (ITA) | AB                        |
| 145                       | Vittoria Bussi (ITA)        | AB                        |
| 146                       | Yevheniya Vysotska (UKR)    | AB                        |

| BTC City Ljubljana BTC | BTC City Ljubljana BTC        | BTC City Ljubljana BTC |
| ---------------------- | ----------------------------- | ---------------------- |
| Num                    | Coureuse                      | Pos                    |
| 151                    | Eugenia Bujak (POL) (route)   | AB                     |
| 152                    | Urša Pintar (SLO)             | AB                     |
| 153                    | Polona Batagelj (SLO) (route) | 60e                    |
| 154                    | Anja Rugelj (SLO)             | AB                     |
| 155                    | Mia Radotić (CRO)             | AB                     |
| 156                    | Martina Ritter (AUT)          | 58e                    |

| Futurumshop.nl-Zannata FTZ | Futurumshop.nl-Zannata FTZ | Futurumshop.nl-Zannata FTZ |
| -------------------------- | -------------------------- | -------------------------- |
| Num                        | Coureuse                   | Pos                        |
| 201                        | Mascha Pijnenborg (NED)    | 26e                        |
| 202                        | Anouska Koster (NED)       | 28e                        |
| 203                        | Evy Kuijpers (NED)         | 38e                        |
| 203                        | Annelies Dom (BEL)         | 32e                        |
| 204                        | Sofie De Vuyst (BEL)       | 46e                        |
| 205                        | Latoya Brulee (BEL)        | AB                         |

| Parkhotel Valkenburg Continental PHV | Parkhotel Valkenburg Continental PHV | Parkhotel Valkenburg Continental PHV |
| ------------------------------------ | ------------------------------------ | ------------------------------------ |
| Num                                  | Coureuse                             | Pos                                  |
| 211                                  | Monique van de Ree (NED)             | 70e                                  |
| 212                                  | Natalie van Gogh (NED)               | 31e                                  |
| 213                                  | Kim de Baat (NED)                    | 39e                                  |
| 214                                  | Bianca van den Hoek (NED)            | 44e                                  |
| 215                                  | Esra Tromp (NED)                     | 53e                                  |
| 216                                  | Jermaine Post (NED)                  | AB                                   |

| Tibco-To the Top TIB | Tibco-To the Top TIB     | Tibco-To the Top TIB |
| -------------------- | ------------------------ | -------------------- |
| Num                  | Coureuse                 | Pos                  |
| 221                  | Joanne Kiesanowski (NZL) | 22e                  |
| 222                  | Lauren Stephens (USA)    | 45e                  |
| 223                  | Amanda Miller (USA)      | AB                   |
| 224                  | Samantha Schneider (USA) | AB                   |
| 225                  | Emma Grant (GBR)         | AB                   |
| 226                  | Anika Todd (CAN)         | AB                   |

| Team Rytger TRY | Team Rytger TRY               | Team Rytger TRY |
| --------------- | ----------------------------- | --------------- |
| Num             | Coureuse                      | Pos             |
| 231             | Cecilie Uttrup Ludwig (DEN)   | 57e             |
| 232             | Kelly Markus (NED)            | AB              |
| 233             | Kamilla Sofie Vallin          | AB              |
| 234             | Julie Valgren Andersen        | AB              |
| 235             | Hanna Helamb (SWE)            | AB              |
| 236             | Malin Kristina Nystrand (SWE) | AB              |

| Nö Radunion Vitalogic NOE | Nö Radunion Vitalogic NOE | Nö Radunion Vitalogic NOE |
| ------------------------- | ------------------------- | ------------------------- |
| Num                       | Coureuse                  | Pos                       |
| 241                       | Astrid Gassner (AUT)      | AB                        |
| 242                       | Brigitte Stocker (AUT)    | AB                        |
| 243                       | Stephanie Strobl (AUT)    | AB                        |
| 244                       | Alisa Van Oijen (AUT)     | AB                        |
| 245                       | Eva Wutti (AUT)           | AB                        |

| États-Unis USA | États-Unis USA  | États-Unis USA |
| -------------- | --------------- | -------------- |
| Num            | Coureuse        | Pos            |
| 261            | Maura Kinsella  | 40e            |
| 262            | Alexis Magner   | 63e            |
| 263            | Lauren Komanski | 66e            |
| 264            | Korina Huizar   | AB             |

Note : la majorité des dossards n'est pas connue. La source suivante n'est pas fiable.